# Wiktor Zorkalcew
Wiktor Iljicz Zorkalcew (ros. Ви́ктор Ильи́ч Зо́ркальцев, ur. 29 sierpnia 1936 we wsi De-Kastri w Kraju Chabarowskim, zm. 15 grudnia 2010 w Moskwie) – radziecki i rosyjski polityk komunistyczny, członek KC KPZR (1986-1990), deputowany Dumy Państwowej od 1 do 3 kadencji (1993-2003).

## Życiorys
Od 1939 mieszkał z rodziną w Tomsku, gdzie w 1960 ukończył studia w Instytucie Inżynieryjno-Budowlanym. 1960-1964 pracownik Zarządu Budowlanego w Tomsku, od 1962 działacz KPZR, 1964-1967 kierownik wydziału przemysłowego, wydziału propagandy i masowej pracy kulturalnej Komitetu Obwodowego Komsomołu w Tomsku, 1967-1969 sekretarz tego komitetu. 1969 ukończył Wyższą Szkołę Partyjną przy KC KPZR, 1969-1971 II sekretarz Komitetu Rejonowego Komsomołu w Kołpaszewie, a 1971-1978 I sekretarz Komitetu Miejskiego KPZR w tym mieście. 1978-1983 I sekretarz Komitetu Miejskiego KPZR w Strieżewoju, 1983-1984 I zastępca przewodniczącego Obwodowego Komitetu Wykonawczego w Tomsku, 1984-1985 II sekretarz, a od 31 stycznia 1986 do 1 czerwca 1990 I sekretarz Komitetu Obwodowego KPZR w Tomsku. 1985-1990 deputowany do Rady Najwyższej Rosyjskiej FSRR, 1990-1993 ludowy deputowany tej republiki. 1986-1990 członek KC KPZR, delegat na XXV, XXVI, XXVII i XVIII Zjazdy KPZR oraz na XIX Wszechzwiązkową Konferencję KPZR. Od listopada 1991 do października 1993 członek Komitetu Rady Najwyższej Rosyjskiej FSRR/Federacji Rosyjskiej ds. przemysłu i energetyki, członek frakcji "Komuniści Rosji". W 1992 przedstawiciel KPZR w Sądzie Konstytucyjnym Federacji Rosyjskiej w sprawie dotyczącej konstytucyjności dekretów prezydenta Federacji Rosyjskiej o zawieszeniu działalności KPZR. Od 1992 działacz Komunistycznej Partii Federacji Rosyjskiej, od lutego 1993 członek KC tej partii, a od 20 marca 1993 do 3 grudnia 2000 członek Prezydium KC KPFR. W 1993 wybrany deputowanym Dumy Państwowej Federacji Rosyjskiej; w 1995 i 1999 uzyskał reelekcję. Od 17 stycznia 1994 do 29 grudnia 2003 przewodniczący Komitetu ds. Stowarzyszeń Publicznych i Organizacji Religijnych Dumy Państwowej Federacji Rosyjskiej.

## Odznaczenia
- Order Lenina (1986)
- Order Rewolucji Październikowej (1981)
- Order Czerwonego Sztandaru Pracy (1973)
- Order „Znak Honoru” (1971)
- Medal 100-lecia urodzin Lenina (1970)
- Medal „Weteran pracy” (1990)
- Medal „Za rozwój zasobów mineralnych i rozwój kompleksu nafto-gazowego Zachodniej Syberii” (1980)